# Christina Jehne
Christina Jehne (* 1951 in Essen) ist eine deutsche Designerin und Fachbuchautorin.

## Leben
Jehne studierte Innenarchitektur in Mainz und begann nach dem Abschluss als Diplom-Designerin 1975 ihre freiberufliche Tätigkeit als Designerin. In der Schweiz und den USA studierte sie anschließend Fotografie und Freie Kunst mit den Schwerpunkten Druckgrafik und Keramik sowie Malerei an einer deutschen Privatakademie. Seit 1992 arbeitet Christina Jehne als freischaffende Künstlerin und Dozentin in allen Bereichen der Malerei. Sie hat didaktische Kunstbücher zu den Themen Aquarell-, Öl- und Pastellmalerei sowie zu Mischtechniken publiziert. 2005 eröffnete sie eine Malschule in Großburgwedel bei Hannover. Sie lebt in Thönse bei Burgwedel. 
Seit 1979 stellt Jehne ihre Werke in internationalen Ausstellungen aus, u. a. in den USA, in Genf und in Hamburg.

## Publikationen
- Aquarellmalerei – Mischtechnik mit Tusche. Englisch, Wiesbaden 2002, ISBN 3-8241-1165-9
- Aquarellmalerei – Küstenbilder. Englisch, Wiesbaden 2003, ISBN 3-8241-1216-7
- Gouachemalerei. Englisch, Wiesbaden 2003, ISBN 3-8241-1218-3
- Kreide – Motive und Techniken. Englisch, Wiesbaden 2003, ISBN 3-8241-1247-7
- Ölpastell – kreative Techniken. Englisch, Wiesbaden 2003, ISBN 3-8241-1253-1
- Aquarellstifte – Malen, Zeichnen, Techniken. Englisch, Wiesbaden 2004, ISBN 3-8241-1262-0
- Der Mensch in der künstlerischen Darstellung. Englisch, Wiesbaden 2004, ISBN 3-8241-1290-6
- Wassermischbare Ölfarben. Englisch, Wiesbaden 2004, ISBN 3-8241-1313-9, ISBN 3-8241-1313-9
- Pastellmalerei – Impressionen. Englisch, Wiesbaden 2005, ISBN 3-8241-1319-8
- Aquarellmalerei – Landschaften. Englisch, Wiesbaden 2005, ISBN 3-8241-1324-4
- Aquarellmalerei – unkonventionelle Techniken. Englisch, Wiesbaden 2005, ISBN 3-8241-1335-X
- Spontane Zeichnung und brillantes Aquarell. Englisch, Wiesbaden 2007, ISBN 3-8241-1368-6